# Heinz-Dietrich Wendland
Heinz-Dietrich Wendland (* 22. Juni 1900 in Berlin; † 7. August 1992 in Hamburg) war ein evangelischer Theologe  und Sozialethiker. Wendland gehörte zu den bedeutendsten Vertretern einer konservativ geprägten wissenschaftlichen Sozialethik.

## Leben

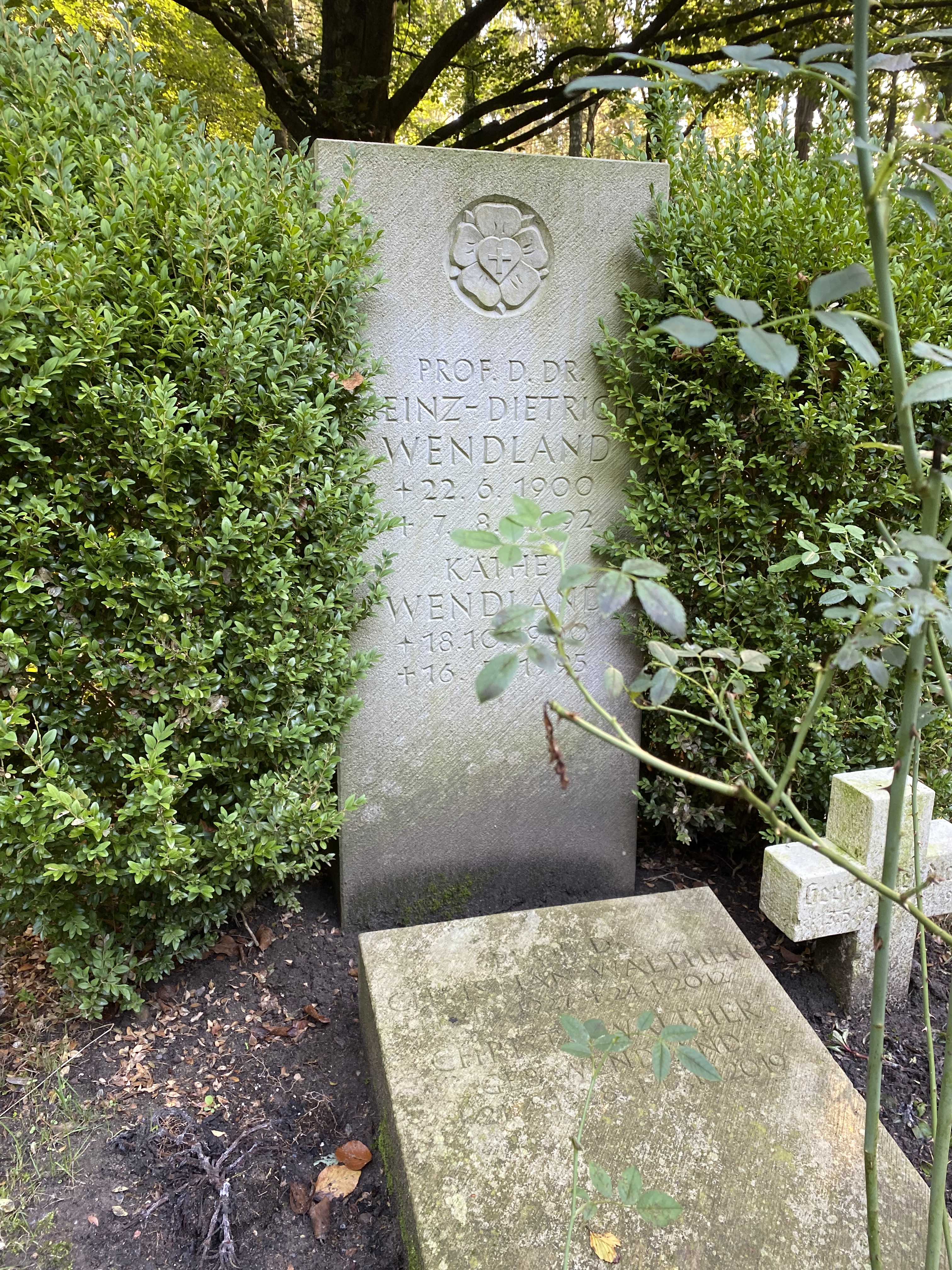
Grabstätte

Wendland stammte aus einer Pfarrersfamilie. Durch die „deutschnationale Tradition des protestantischen Pfarrhauses“ geprägt, gehörte er seit 1913 der „Wandervogel“-Jugendbewegung, seit 1919 dem „Wingolf“ an. 1921 war er Mitbegründer des Jungnationalen Bundes und gab dessen Bundeszeitschrift heraus. Ab 1919 studierte er Theologie und Philosophie in Berlin, Hamburg und Heidelberg. 1924 erwarb er das Lizenziat und wurde aufgrund einer von Willy Lüttge angeregten Dissertation über Alois Emanuel Biedermann promoviert.
Von 1925 bis 1929 arbeitete Wendland als Repetent am Neutestamentarischen Seminar in Berlin unter Adolf Deissmann. Seit 1926 war er außerdem wissenschaftlicher Assistent der Apologetischen Centrale des Centralausschusses für die Innere Mission. Zugleich lehrte er Sozialethik als Dozent an der Evangelisch-Sozialen Schule beim Johannesstift in Berlin-Spandau. 1926 unterzeichnete er das Berneuchener Buch und war später Mitglied der Evangelischen Michaelsbruderschaft.
Wendland wurde 1929 bei Martin Dibelius in Heidelberg mit Die Eschatologie des Reiches Gottes bei Jesus habilitiert und dort Privatdozent für Neues Testament und Sozialethik. Er war Pressesprecher des Rektors Willy Andreas während dessen Rektorats und wirkte von 1934 bis 1936 als Studentenpfarrer. 1936 vertrat er zunächst einen Lehrstuhl für Neues Testament an der Christian-Albrechts-Universität in Kiel, den er 1937 als ordentlicher Professor übernahm.
Ab 1939 leistete Wendland Kriegsdienst als Marinepfarrer. Er kehrte 1949 aus der sowjetischen Kriegsgefangenschaft zurück und nahm seinen Lehrstuhl in Kiel wieder ein. 1955 übernahm er den ersten deutschen Lehrstuhl für Christliche Gesellschaftswissenschaften an der Westfälischen Wilhelms-Universität in Münster, den er bis 1968 innehatte. Hier baute er das Institut für Christliche Gesellschaftswissenschaften auf.
Wendland war zudem seit 1950 im Deutschen Ökumenischen Studienausschuß und in der Evangelischen Marxismus-Kommission, in der unter anderem auch Günter Brakelmann, Trutz Rendtorff, Hermann Ringeling und Christian Walther tätig waren. 1957 war er Mitbegründer der Zeitschrift für Evangelische Ethik.
Im Ökumenischen Arbeitskreis evangelischer und katholischer Theologen (ÖAK) wirkte er als Mitglied über Jahre hinweg mit und trug zu Veröffentlichungen bei.
Seine letzte Ruhestätte fand Heinz-Dietrich Wendland auf dem Hamburger Friedhof Volksdorf.

## Werk
Wendland, der in den 1930er Jahren noch einer nationalsozialistisch geprägten Ordnungsethik und Reichstheologie anhing, entwickelte nach 1945 eine Sozialtheologie, die den Arbeiten Hans Freyers, Arnold Gehlens und besonders Paul Tillichs verpflichtet war. Seine „Theologie der Gesellschaft“ beförderte die soziologische Wende in der evangelischen Ethik nach 1945.
Sozialethik sei kein „zeitloses System sozial-ethischer Wahrheiten“, sondern „sachgemäße Gesellschaftsanalyse“, die mit „realer Utopie“ eschatologisch die Unterscheidung von Gesellschaft und Reich Gottes einklage. Die moderne „funktionale Gesellschaft“ sah Wendland als eine von „Entfremdung“, „Verfall und Destruktion“, „Dämonie“ und „Pervertierung“ geprägte „technisierte Massenwelt“. Aufgabe der Kirche sei die „diakonische“ Arbeit, die sich an Leitgedanken „der Gerechtigkeit, der Freiheit, des Friedens“ orientiere. Ihr Ziel sei die „Humanisierung“ und „fortschreitenden Reform der gesellschaftlichen Institutionen“.

## Schriften (Auswahl)
- Die Eschatologie des Reiches Gottes bei Jesus (1931)
- Die Briefe an die Korinther (1932, 12. Aufl. 1968)
- Reichsidee und Gottesreich (1934)
- Die Kirche in der modernen Gesellschaft (1956, 2. Aufl. 1958)
- Einführung in die Sozialethik (1963)
- Die Kirche in der revolutionären Gesellschaft (1967)
- Zur Theologie der Sexualität und der Ehe, in: Ders./Ratzinger/Greeven/Schnackenburg: Theologie der Ehe, Verlage Friedrich Pustet Regensburg und Vandenhoeck & Ruprecht Göttingen, 1969
- Wege und Umwege. 50 Jahre erlebter Theologie 1919–1970 (1977)